# Пам'ятник Петрові Запорожцю
Пам'ятник Петрові Запорожцю — пам'ятник у місті Біла Церква. Автор — відомий український скульптор, режисер та драматург Іван Кавалерідзе. У 1971-2022 роках знаходився посеред скверу на однойменній площі поруч з колишнім Будинком приїжджих (нині готель «Кларк»). У 2022 році перенесений на збереження від проявів вандалізму.

## Історія

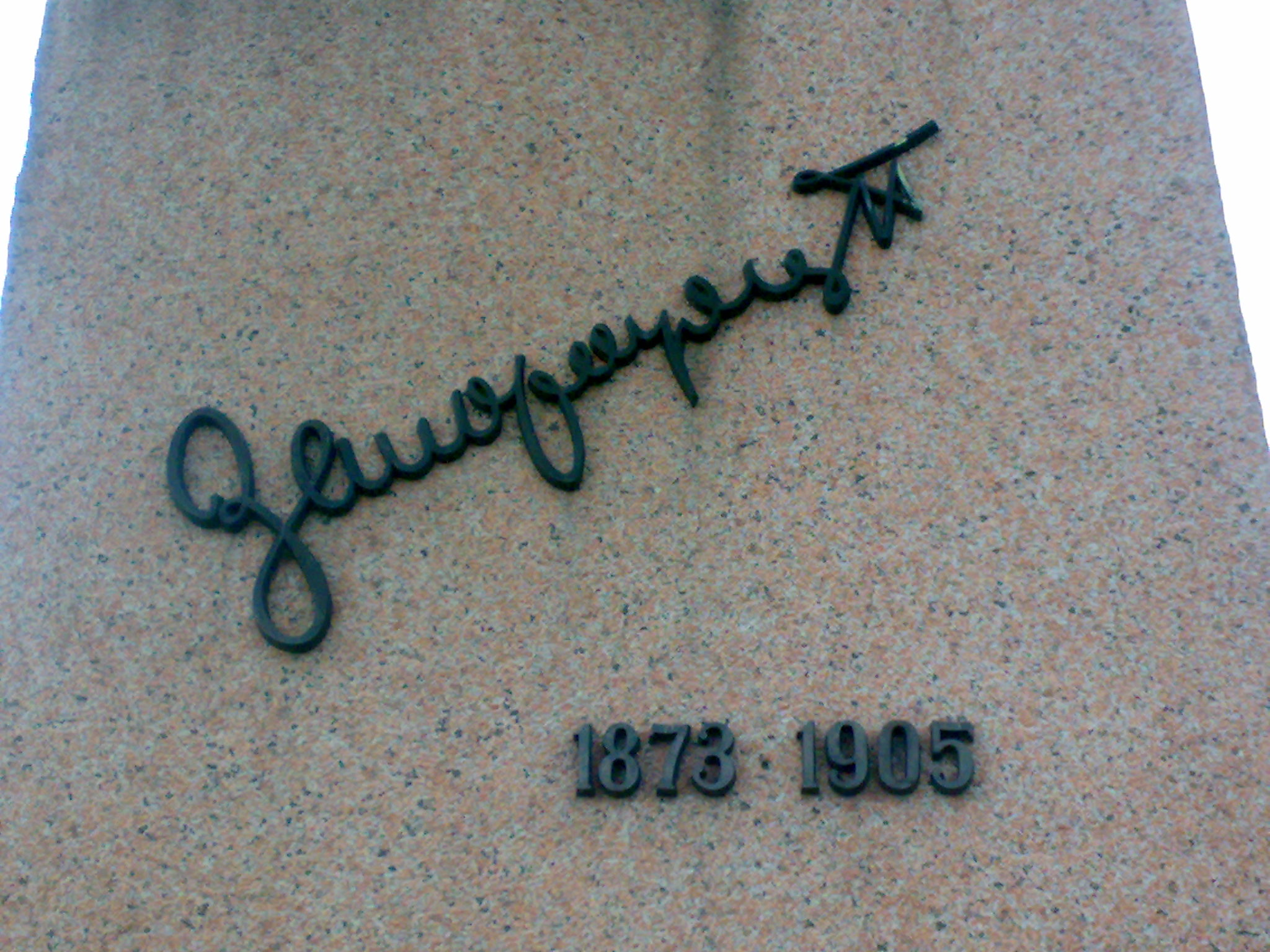
Напис на п'єдесталі

Петро Запорожець, російський революціонер, мав опінію в тодішньої влади як соратник В. Леніна по «Союзу визволення робітничого класу». У Вінниці, де він похований 1905 року, є меморіал, на якому установлена пам'ятна плита на його честь. Рада Міністрів УРСР в лютому 1968 року ухвалила постанову про спорудження пам'ятника на батьківщині революціонера.
Перший варіант бюста на оглядинах в ЦК КПУ, а тоді був порядок, що остаточне рішення щодо будь-якого пам'ятника приймала не рада спеціалістів, а «директивний орган», схвалення не отримав. Один з «провідних» безапеляційно висловився, що це, мовляв, не Запорожець, а «Задунаєць».
Зрештою зупинилися на невеликому майдані, що утворився на перетині тодішніх вулиць Нововокзальної (зараз Олеся Гончара) і Червоноармійської (зараз бульвар 50-річчя Перемоги).
На ньому ще залишалися житловий будинок вчителів та дитячий комбінат. Їх знесли під час будівництва Будинку приїжджих, перед яким і постав бюст Петра Запорожця. Навколо пам'ятника облаштували невеликий сквер.

### Демонтаж
15 липня 2022 року, після початку широкомасштабного військового вторгнення Росії в Україну, згідно рішення виконкому міської ради Білої Церкви, пам'ятник було демонтовано та перенесено на збереження..

## Композиція пам'ятника
Постамент пам'ятника був зроблений у вигляді ступінчастої піраміди, складеної з непропорційних брил червоного граніту. На постаменті бронзовими деталями було прикріплено особистий підпис Запорожця та роки життя з бронзових чисел. Сам пам'ятник являв собою бронзовий бюст з зображення Петра Кузьмича, що підборіддям схилився на дві складені одна на одну руки стиснуті в кулаки.